# فال روبنسون
فال روبنسون (بالإنجليزية: Val Robinson)‏ هو لاعب كرة قاعدة أمريكي، ولد في 31 أغسطس 1848 في واشنطن العاصمة في الولايات المتحدة، وتوفي بنفس المكان في 2 أغسطس 1898.

## وصلات خارجية
- فال روبنسون على موقع دوري كرة القاعدة الرئيسي (الإنجليزية)
- فال روبنسون على موقعبيزبول رفرنس.كوم (الدوري الرئيسي) (الإنجليزية)
- فال روبنسون على موقع مشجعي الرسوم البيانية (الإنجليزية)